# Louis Thomas (Pädagoge)

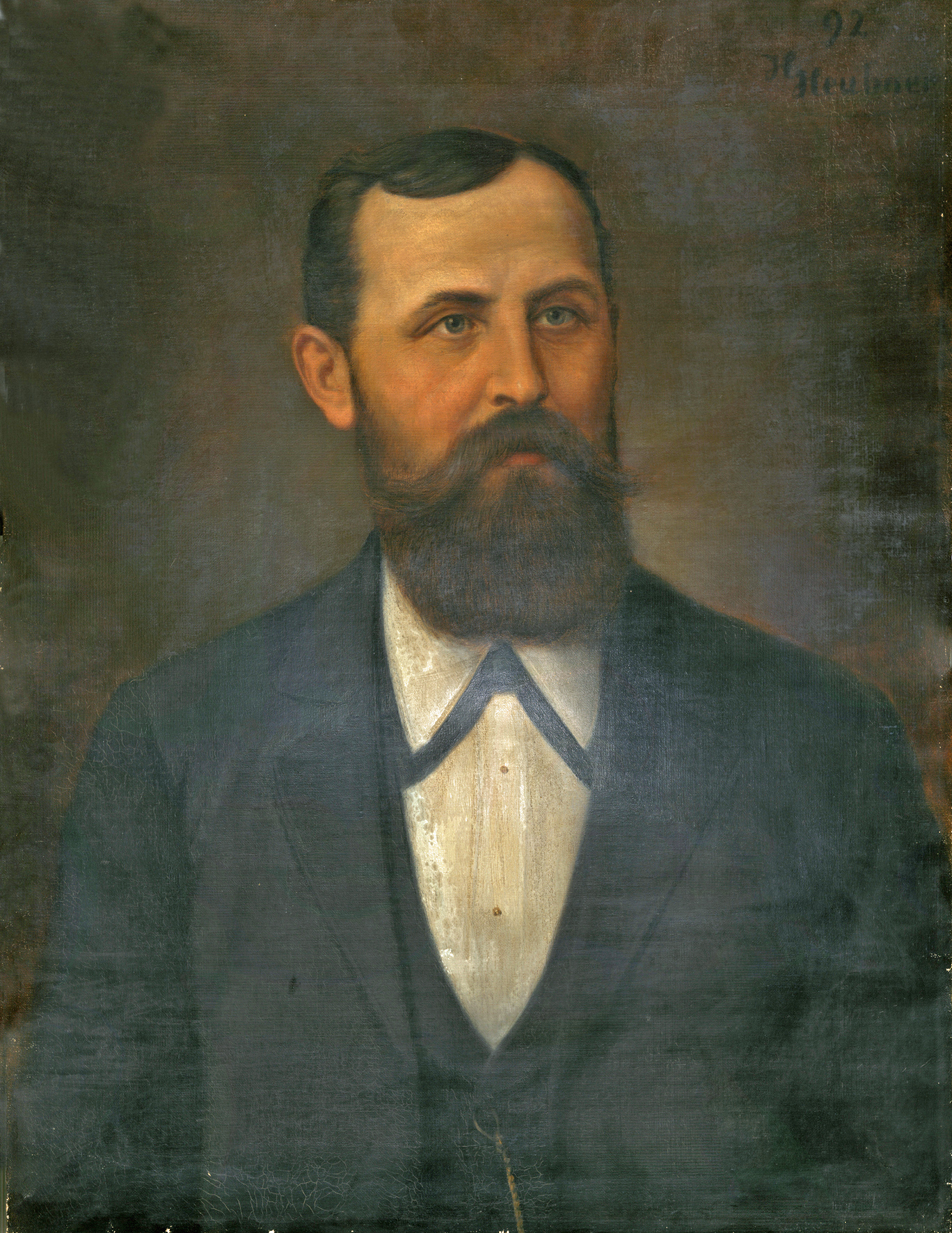
Louis Thomas, Gemälde 1892

Christian Louis Thomas (geboren 14. Februar 1815 in Pegau; gestorben 21. Oktober 1878 in Leipzig) war ein deutscher Lehrer, Schuldirektor und Autor.

## Leben
Louis Thomas wurde nach seiner Ausbildung zuerst 1832 Lehrer in Gottscheina und im folgenden Jahr in Möckern. 1853 wechselte er an die dritte Bürgerschule in Leipzig und 1855 an die fünfte Bürgerschule. Ab 1871 war er Direktor der evangelischen Freischule in Leipzig. Er gründete 1852 die „Allgemeine Brandversicherungsgesellschaft sächsischer Lehrer“. Er verfasste zahlreiche Schullehrbücher und Jugendbücher, die zum Teil in vielen Auflagen erschienen. Er starb am 21. Oktober 1878 in Leipzig und wurde auf dem Neuen Johannisfriedhof beerdigt.

## Schriften (Auswahl)
- Friedrich A. Berthelt, Julius Jäckel, Karl Gottlieb Petermann, Louis Thomas. Lebensbilder. Lese- und Schreibfibel für Elementarklassen nach der analytisch-synthetischen Lesemethode. Klinkhardt, Leipzig 1849.[3]
  - Band 4. Lesebuch für höhere Bildungsanstalten. 3., verm. u. verb. Aufl. 1859.
- Johann Karl August Musäus: Deutsche Volksmärchen. Für die Jugend ausgewählt und gesichtet von Louis Thomas. Mit Holzschnitten nach Zeichnungen von Ludwig Richter, Adolf Schröder, Georg Osterwald und Paula Jordan. 2 Bände. Mayer, Leipzig 1850–1854.[4]
- (Hrsg.): Der illustrierte Jugendfreund. Schilderungen des Weltgebäudes und seiner Wunder: In Bildern aus der Natur, dem Leben der Menschen und der Thiere der Vergangenheit und Gegenwart. Otto Spamer, Leipzig 1853. Digitalisierte Sammlungen SBB
- (Hrsg.): Das Buch wunderbarer Erfindungen. In Erzählungen für die reifere Jugend. Mit 125 Abbildungen. 2. verm. u. gänzl. umgearb. Aufl. Spamer 1854. (=Das illustrierte goldene Kinderbuch Band 3) (4., verm. u. gänzl. umgearb. Aufl. Spamer, Leipzig 1860 Digitalisierte Sammlungen SBB[5]
- (Hrsg.): Das Buch der denkwürdigsten Entdeckungen auf dem Gebiete der Länder- und Völkerkunde in Erzählungen für die reifere Jugend. 2., verm. Aufl. Spamer, Leipzig 1855 (=Das illustrierte goldene Kinderbuch. Band 4)
- Das Buch der Wunder. Spamer, Leipzig 1854.
  - Wanderungen durch die Ruinen der Vergangenheit und die Riesenwerke der Gegenwart. Mit 85 Abbildungen. (=Das illustrierte goldene Kinderbuch Band 6)
  - Wanderungen zu den Schöpfungswundern des Festlandes. Mit 100 in den Text gedruckten Abbildungen und einem Titelbild. (=Das illustrierte goldene Kinderbuch Band 7)
- August Wilhelm Zachariä: Lehrbuch der Erdbeschreibung in natürlicher Verbindung mit Weltgeschichte, Naturgeschichte und Technologie für den Schul- und Privatunterricht.
  - Erster Theil. Ernst Fleischer’s Buchhandlung, Leipzig 1854 MDZ Reader
  - II.  Theil. Bilder aus der Länder und Völkerkunde. Bearbeitet und hrsg. von Louis Thomas. Ernst Fleischer’s Buchhandlung, Leipzig 1856 MDZ Reader
- (Hrsg.): Die Wunderwerke der alten und neuen Völker. Wanderungen durch die Ruinen der Vergangenheit und die Riesenwerke der Gegenwart 2. Aufl. Otto Spamer, Leipzig 1857.
- August Wilhelm Zachariä: Lehrbuch der Erdbeschreibung in natürlicher Verbindung mit Weltgeschichte, Naturgeschichte und Technologie für den Schul- und Privatunterricht. 2. nach den neuesten politischen Veränderungen berichtigte Ausgabe der Achten Auflage. Zweiter Theil. Hrsg. von Louis Thomas. Ernst Fleischer 1872 Digitalisat
- Buch der denkwürdigsten Entdeckungen auf dem Gebiete der Länder- und Völkerkunde. Mit 80 Text-Illustr. u. einem Titelbild. Band 2. Entdeckungen und geographisch bedeutsame Unternehmungen nach Auffindung der Neuen Welt bis zur Gegenwart. 10. Aufl. Otto Spamer, Leipzig 1900. gei digital
- Buch der denkwürdigsten Entdeckungen auf dem Gebiete der Länder- und Völkerkunde : mit 80 Text-Illustr. u. einem Titelbild. Band 1. 10. Aufl. Otto Spamer, Leipzig 1900 IRES Digitalisat